# Etolia-Acarnania

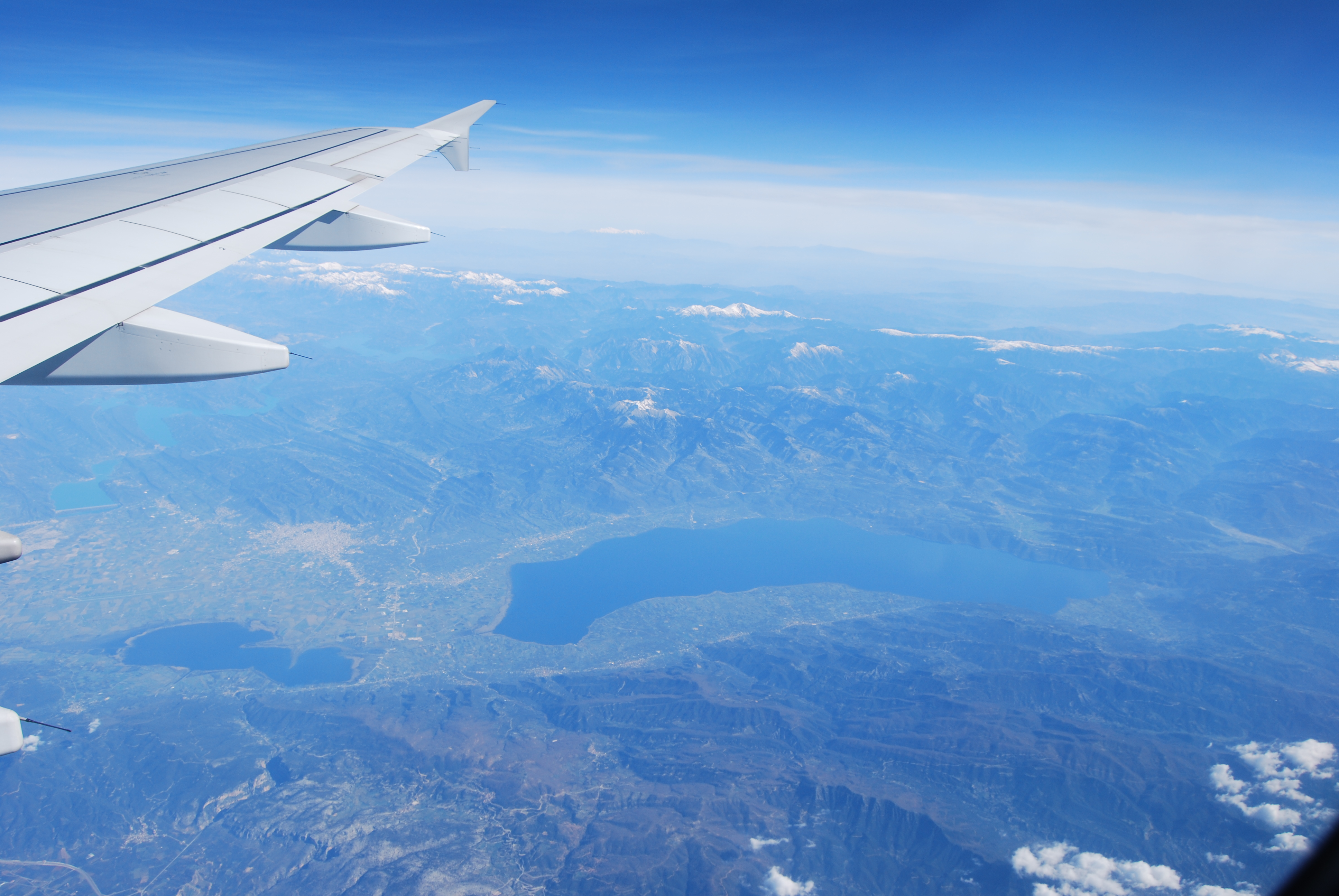
Vista dei laghi di Trichonida (a destra) e di Lysimachia (a sinistra)

L'unità periferica dell'Etolia-Acarnania, (in greco Περιφερειακή ενότητα Αιτωλοακαρνανίας?) è una delle tre unità periferiche in cui è divisa la periferia della Grecia Occidentale. Il capoluogo è la città di Missolungi, anche se la città maggiore è Agrinio. L'area è ora collegata al Peloponneso dal ponte Rion-Antirion.
Le unità periferiche circostanti sono, a nord, Arta nell'Epiro e, per un breve tratto, Karditsa in Tessaglia, a nord est l'Euritania e a est la Focide, entrambe nella Periferia della Grecia Centrale. L'Etolia-Acarnania è la più estesa della Grecia.
Nel suo territorio, poco a sud di Agrinio, si trovano il lago Trichonida, il più grande lago naturale della Grecia, e il vicino lago di Lysimachia. Più a nord si trova il lago di Ozeros e il lago di Amvrakia. 

## Prefettura
L'Etolia-Acarnania era una prefettura della Grecia, abolita a partire dal 1º gennaio 2011 a seguito dell'entrata in vigore della riforma amministrativa detta Programma Callicrate
La riforma amministrativa ha anche modificato la struttura dei comuni che ora si presenta come nella seguente tabella:
| Nuovo comune           | Vecchio comune      | Sede       |
| ---------------------- | ------------------- | ---------- |
| Agrinio                | Agrinio             | Agrinio    |
| Agrinio                | Angelocastro        | Agrinio    |
| Agrinio                | Arakynthos          | Agrinio    |
| Agrinio                | Thestieis           | Agrinio    |
| Agrinio                | Makryneia           | Agrinio    |
| Agrinio                | Neapoli             | Agrinio    |
| Agrinio                | Panaitoliko         | Agrinio    |
| Agrinio                | Paravola            | Agrinio    |
| Agrinio                | Parakampylia        | Agrinio    |
| Agrinio                | Stratos             | Agrinio    |
| Aktio-Vonitsa          | Anaktorio           | Vonitsa    |
| Aktio-Vonitsa          | Medeon              | Vonitsa    |
| Aktio-Vonitsa          | Kekropia            | Vonitsa    |
| Amfilochia             | Amfilochia          | Amfilochia |
| Amfilochia             | Inachos             | Amfilochia |
| Amfilochia             | Menidi              | Amfilochia |
| Missolungi (Mesolongi) | Missolungi          | Missolungi |
| Missolungi (Mesolongi) | Aitoliko            | Missolungi |
| Missolungi (Mesolongi) | Oiniades            | Missolungi |
| Nafpaktia              | Lepanto (Naupactus) | Naupactus  |
| Nafpaktia              | Antirrio            | Naupactus  |
| Nafpaktia              | Apodotia            | Naupactus  |
| Nafpaktia              | Platanos            | Naupactus  |
| Nafpaktia              | Pyllini             | Naupactus  |
| Nafpaktia              | Chalkeia            | Naupactus  |
| Thermo                 | Thermo              | Thermo     |
| Xiromero               | Astakos             | Astakos    |
| Xiromero               | Alyzia              | Astakos    |
| Xiromero               | Fyteies             | Astakos    |

## Precedente suddivisione amministrativa
Dal 1997, con l'attuazione della riforma Kapodistrias, la prefettura di Etolia-Acarnania era suddivisa in 29 comuni.
| Comune                                   | Codice comunale | Sede (se differente) | C.A.P. |
| ---------------------------------------- | --------------- | -------------------- | ------ |
| Agrinio                                  | 0202            |                      | 302 00 |
| Aitoliko                                 | 0203            |                      |        |
| Alyzia                                   | 0204            | Kandila              |        |
| Amfilochia                               | 0205            |                      |        |
| Anaktorio                                | 0206            | Vonitsa              |        |
| Angelocastro                             | 0201            |                      |        |
| Antirrio                                 | 0207            |                      |        |
| Apodotia                                 | 0208            | Ano Chora            |        |
| Arakynthos                               | 0209            | Papadates            |        |
| Astakos                                  | 0210            |                      |        |
| Chalkeia                                 | 0229            | Gavrolimni           |        |
| Fyteies                                  | 0228            |                      |        |
| Inachos                                  | 0213            | Chalkiopoulo         |        |
| Kekropia                                 | 0214            | Palairos             |        |
| Makryneia                                | 0215            | Gavalou              |        |
| Medeon                                   | 0216            | Katouna              |        |
| Menidi                                   | 0217            |                      |        |
| Messolonghi anche Iera Polis Messolonghi | 0218            | Messolonghi          | 301 00 |
| Lepanto                                  | 0219            |                      |        |
| Neapoli                                  | 0220            |                      |        |
| Oiniades                                 | 0221            | Neochori             |        |
| Panaitoliko                              | 0222            | Skoutera             |        |
| Parakampylia                             | 0224            | Agios Vlasios        |        |
| Paravola                                 | 0223            |                      |        |
| Platanos                                 | 0225            |                      |        |
| Pyllini                                  | 0226            | Simos                |        |
| Stratos                                  | 0227            |                      |        |
| Thermo                                   | 0211            |                      |        |
| Thestieis                                | 0212            | Kainourgio           |        |

## Antiche poleis
- Acripo